# Adetus binotatus
Adetus binotatus es una especie de escarabajo del género Adetus, familia Cerambycidae. Fue descrita científicamente por Thomson en 1868.
Habita en Belice, Costa Rica, Honduras, México, Nicaragua y Panamá. Los machos y las hembras miden aproximadamente 9-10 mm. El período de vuelo de esta especie ocurre en los meses de mayo, junio y noviembre.